# السناجرة
قرية السناجرة هي إحدى القرى التابعة لمركز أبو حماد في محافظة الشرقية في جمهورية مصر العربية. حسب إحصاءات سنة 2006، بلغ إجمالي السكان في السناجرة 9394 نسمة، منهم 4781 رجل و4613 امرأة.

## التاريخ
قرية السناجرة من القرى الحديثة، وأصلها من توابع ناحية الصوة، ثم فصلت عنها في سنة 1297هـ/1880م باسم «كفر السناجرة»، ثم ألغيت تلك الناحية سنة 1317هـ/1899م وأضيفت أراضيها إلى أراضي قرية الصوة، فصارت تُعرف باسم «الصوة وكفر السناجرة». ثم أعيد فصلها إداريًا سنة 1348هـ/1929م عن قرية الصوة، ثم ماليًا في العام التالي لتصبح ناحية قائمة بذاتها. ويُذكر أنها كانت تابعة لمركز الزقازيق حتى إنشاء مركز أبو حماد سنة 1359هـ/1940م، فألحقت به لقربها منه.